# Акула китова
Акула китова (Rhincodon typus) — найбільший вид акул, а також найбільший вид сучасних риб, довжиною 16-20 метрів і вагою до 34 тонн. Живуть у середньому 70 років. Не зважаючи на великі розміри, китова акула для людини абсолютно безпечна, оскільки живиться подібно акулам гігантській і великоротій виключно планктоном та іншими дрібними організмами, яких вона фільтрує, втягуючи в себе воду. В'єтнамські рибалки називають цю акулу «Ка Онг», тобто «Пані Риба».
Китова акула є єдиним видом в роді Rhincodon та в родині китових акул (Rhincodontidae), що належить до ряду воббегонгоподібних.

## Зовнішні ознаки

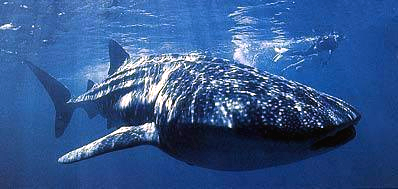
Китова акула спереду

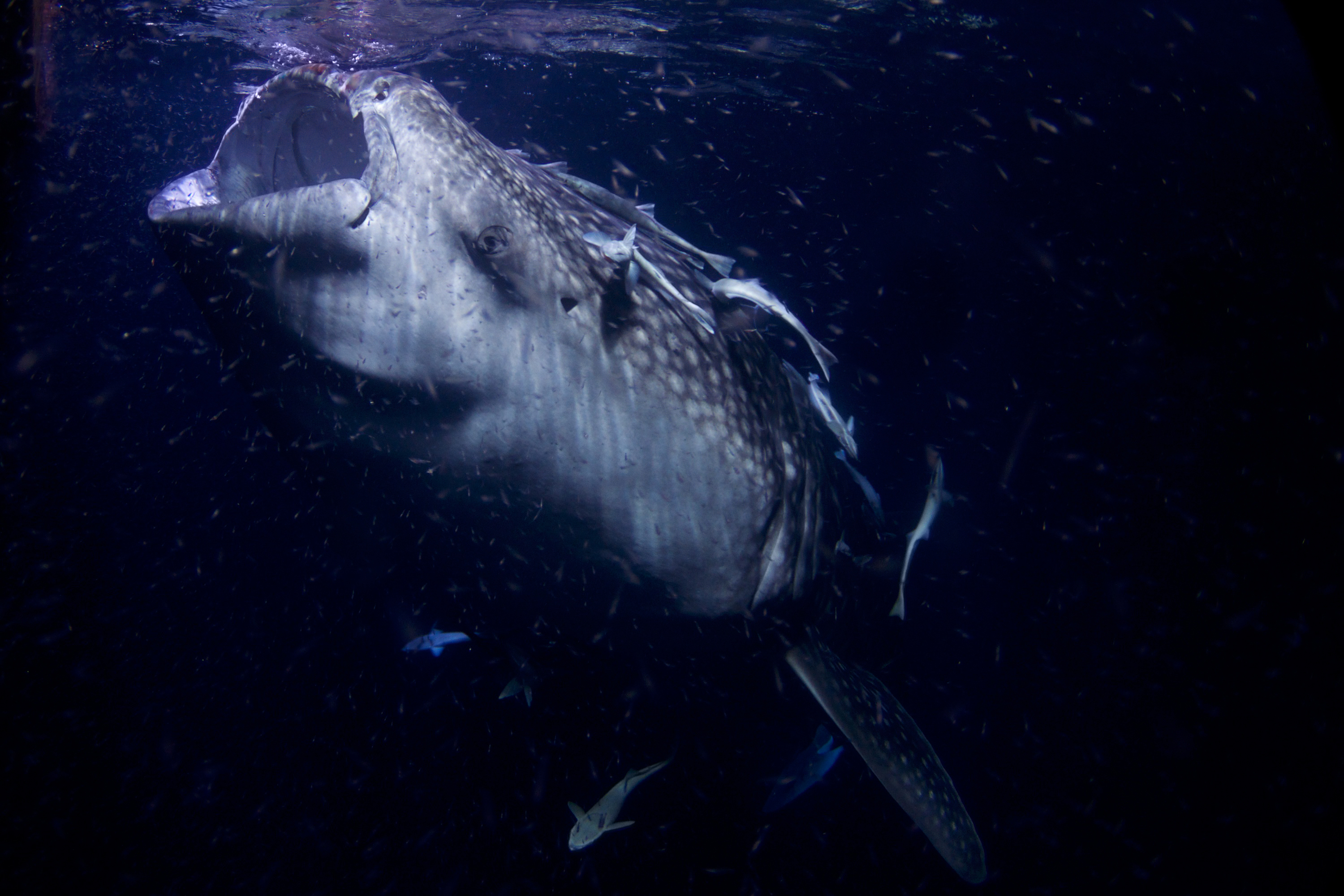
Китова акула їсть планктон вночі. На її верхній губі чітко видно свіжі шрами — білі акули крадуть їжу з рибальських сіток, і рибалки б'ють акул по роту, щоб відігнати їх

Ці акули мають сіре, коричневе або синювате забарвлення, при цьому живіт світліший, а спина покрита світлими смужками і плямами. У китових акул є два спинні плавці, а також грудні і анальні плавці і п'ять зябрових щілин. Великий рот тягнеться по всій ширині плескатої і притупленої передньої частини голови. Завдяки величині і незвичайному забарвленню, китових акул неможливо сплутати з іншими рибами.

## Розповсюдження
Китові акули віддають перевагу температурі води від 21 до 25 °C і поширені по всьому світу, зустрічаючись майже у всіх теплих тропічних і субтропічних морях. Особливо багато їх в регіонах з високим сезонним вмістом планктону.

## Поведінка
Китові акули активно всмоктують воду (до 6000 л/год), пропускаючи її через свої зябра, що мають гребенеподібний апарат фільтрації. Він складається з хрящевих пластин, що сполучають окремі зяброві дуги один з одним як ґрати, і на яких розташовані шкірні зубці. Щоб покривати величезні потреби в їжі, китові акули фільтрують з води крім планктону ще і дрібну рибу, а також інших дрібних мешканців морів.

### Розмноження
Репродуктивна поведінка китових акул досліджена погано. На підставі одного яйця, знайденого біля узбережжя Мексики в 1956 році вважалося, що вони яйцекладні, проте у червні 1996 року була спіймана самка, вагітна 300 яйцями з ембріонами, що довело яйцеживородність цих тварин. Яйця залишаються в тілі матері весь час, після чого народжуються мальки розміром від 40 до 60 см. Вважається, що вони досягають статевої зрілості у віці близько 30 років та мають середню тривалість життя у природі близько 100 років.

## Геномні особливості
Геном китової акули складається приблизно з 3,2 Гб . Геном цієї тварини має вміст GC 42% і 50% переносних генетичних елементів (27% - це LINE ). Передбачається, що геном китової акули складається з 28 483 генів , що кодують білок . Ця акула є однією з тварин з найповільнішою швидкістю еволюції серед хребетних. Відомо, що більшість генів цієї тварини є предковими (>684 MA), деякі з’явилися 684-93 MA тому, а кілька (35%) з’явилися нещодавно (93 MA – тепер). Це вказує на збереження великої кількості генів у цього виду та потенціал для недавніх генних інновацій в останні 94 MA. 5
Взаємозв'язок фізіологічних і геномних характеристик
Велике довголіття китової акули пояснюється високою масою тіла на додаток до надзвичайно низького основного метаболізму з поправкою на масу та температуру. Він також має відносно великий геном і внутрішній розмір через розширення кількох типів повторюваних елементів . Крім того, послідовність кодування цієї акули набагато менша, ніж у багатьох видів хордових , що може бути пов’язано з нижчою скоригованою базальною швидкістю метаболізму і, отже, більшою тривалістю життя . гени _ _нейронні зв'язки збільшені в розмірах у цього виду . Здається, ці гени можуть бути пов'язані з більшою тривалістю життя . Було показано , що розмір численних генів, пов’язаних з метаболізмом і підтримкою теломер , корелює з основним метаболізмом , масою тіла та довголіттям . Це могло б пояснити той факт , що існує еволюційний зв'язок між розміром гена та численними фізіологічними ознаками китових акул та інших хордових .. 5

## Хабітат
Мешкає в океанах і теплих морях поблизу тропіків , хоча деякі екземпляри спостерігалися в холодніших водах, наприклад біля узбережжя Нью-Йорка.  Вважається, що вони є пелагічними рибами , але в певні сезони вони мігрують на великі відстані до прибережних районів, таких як риф Нінгалу в Західній Австралії , Утіла в Гондурасі , Донсол і Батангас на Філіппінах , острів Холбокс у штаті Кінтана-Роо , півострови Юкатан і Нижня Каліфорнія, Мексика , узбережжя Венесуели (ocumare de la Costa) островиАрхіпелаг Занзібар ( Пемба і Унгуджа ), біля узбережжя Танзанії , в Сейбі і на архіпелазі Перлина в Панамі .  Хоча його зазвичай можна знайти в морі, його також можна побачити біля узбережжя, заходячи в лагуни або коралові атоли , а також біля гирл річок . Зазвичай він знаходиться в межах ±31° широти і на глибині 700 метрів. Зазвичай вони поодинокі, хоча час від часу вони утворюють групи, щоб харчуватися в місцях з великою концентрацією їжі. Самців можна знайти в більш різних місцях, тоді як самки вважають за краще залишатися в більш специфічних місцях.

## Анатомія
Китова акула в акваріумі Осаки .
Її черево повністю біле, а спина сіруватого кольору, темніша, ніж у більшості акул, з безліччю плям і горизонтальних і вертикальних ліній білого або жовтуватого кольору, що нагадує шахову дошку . Ці плями являють собою унікальний візерунок у кожному зразку, тому вони використовуються для їх ідентифікації та перепису їх популяції. Товщина їх шкіри може досягати 10 сантиметрів . Його тіло гідродинамічне, витягнуте та міцне, і воно має кілька поздовжніх хребтів на голові та спині. Його голова широка і приплюснута, а з боків два маленьких ока, позаду яких розташовані дихальця .. Його величезний рот може досягати 1,5 метра в ширину, достатньо великий, щоб утримувати тюленя, який плаває на боці, а його щелепи містять багато рядів дрібних зубів.  Він має п'ять великих пар зябер , щілини яких величезні. Має пару спинних і грудних плавців., останній дуже потужний. Хвіст цих істот може досягати більше 2,5 метрів з боку в бік. У молодих китових акул верхній плавник хвоста більший за нижній, тоді як хвіст дорослої особини має форму півмісяця, і саме він забезпечує рух. Однак китова акула не є ефективним плавцем, оскільки вона використовує для плавання все своє тіло, чого зазвичай не буває з рибою, і з цієї причини вона рухається із середньою швидкістю 5 км/год, відносно низькою  швидкістю для така величезна риба.
Найбільший зареєстрований екземпляр був виловлений 11 листопада 1947 року неподалік від острова Баба поблизу Карачі , Пакистан . Його довжина становила 12,65 метра, а вага — понад 21,5 тонни.  Однак існує багато історій про більших китових акул, довжина яких перевищує 18 метрів, які, з іншого боку, не є рідкістю в популярній літературі, але немає жодних записів чи наукових доказів їх існування. У 1868 році ірландський ботанік Едвард Персеваль Райт під час відпочинку на Сейшельських островах, спостерігав деякі екземпляри китових акул і стверджував, що бачив екземпляри довжиною понад 15 метрів і навіть деякі з них перевищували 21 метр.
У публікації 1925 року Х'ю Маккормік Сміт описує величезну китову акулу, яка потрапила в тайську бамбукову пастку для риб у 1919 році . Акула була надто важкою, щоб сісти на сушу, але Сміт підрахував, що її довжина становила щонайменше 17 метрів, а вага — близько 37 тонн, хоча пізніше ці цифри були перебільшені, навіть заявивши, що її розміри — 17,98 метра, а вага — 43 тонни. . Були навіть повідомлення про 23-метрових китових акул. У 1934 році судно Maurguani зустріло китову акулу під час плавання в південній частині Тихого океану., і вдарив його, що призвело до того, що він був заблокований у носі корабля, кажуть, що він мав 4,6 м з одного боку корабля та 12,3 м з іншого.  Однак жодного з цих фактів немає достовірних документів, тому вони залишаються не більш ніж «морською легендою».

## Харчування
Китова акула плаває разом з іншими рибами.
Це один із трьох видів акул, які живляться шляхом фільтрації води, разом із великою акулою ( Cetorhinus maximus ) і великоротою акулою ( Megachasma pelagios ). Харчується в основному фітопланктоном , нектоном , макроводоростями та крилем , але іноді також ракоподібними , такими як личинки крабів , кальмари та зграї дрібної риби, як-от анчоуси , сардини , скумбрія та тунець.. Численні зуби, які він має, не відіграють вирішальної ролі в харчуванні, насправді вони маленькі. Замість зубів китова акула всмоктує велику кількість води, а коли вона закриває рот, фільтрує її через зяброві гребінці. За невеликий проміжок часу між закриттям рота та відкриттям зябрових гребінців планктон потрапляє в пастку в дермальних зубцях . Цей фільтруючий механізм запобігає проходженню будь-якої рідини між зябрами, і все, що має діаметр більше 2-3 міліметрів, затримується та негайно поглинається. Було помічено, що ці акули видають щось на зразок кашлю , який є очисним механізмом для видалення накопичених частинок їжі на зябрах.  13
Він визначає скупчення риби чи планктону за нюховими ознаками, але замість того, щоб постійно пити воду, він здатний перекачувати її через зябра та може поглинати воду зі швидкістю 1,7 л/с. Китовій акулі не потрібно рухатися під час годування, її часто можна побачити у вертикальному положенні та рухатися вгору-вниз, активно викачуючи та фільтруючи воду, на відміну від великої акули (Cetorhinus maximus), яка має більш пасивний спосіб годування . качає воду, але під час плавання він жене воду до своїх зябер.  12
Вони збираються навколо рифів Карибського узбережжя Белізу , доповнюючи свій щоденний раціон ікрою луціана кубери, яка відкладає їх у фази повного місяця та зростаючої та спадної чверті Місяця в травні та червні. , і липень.

## Відносини з людьми
Порівняння розміру з людиною.
Цей вид, незважаючи на свої величезні розміри, не представляє ніякої небезпеки для людини. Це широко цитований приклад, враховуючи славу, яку акули користуються тим, що поїдають людей . Насправді вони досить ласкаві і часто грають з дайверами. Є навіть непідтверджені повідомлення про те, що китові акули спливають на поверхню обличчям догори, щоб водолаз пошкрябав їм живіт, щоб видалити паразитів.
Цю акулу дуже часто спостерігають дайвери і туристи на борту човнів біля півострова Юкатан на острові Холбокс, на островах Гондурасської затоки , на Мальдівах , Галапагоських островах Еквадору ; на Філіппінах , у Таїланді , Червоному морі , рифі Нінгалу та острові Різдва в Західній Австралії , пляжі Тофо в Мозамбіку та затоці Содвана в Південній Африці . Деякі з цих місць, наприклад Західна Австралія, стали центрами харчової промисловості.екотуризм .
Найбільше скупчення китових акул у світі знаходиться на Філіппінах. У період з січня по травень вони збираються на мілководних берегах Донсолу в провінції Сорсогон . Деякі дайвери, яким пощастило, знайшли китових акул у Пуерто-Ріко , Домініканській Республіці та на Сейшельських островах . У період з вересня по травень дуже часто можна зустріти екземпляр в затоці Ла-Пас , в мексиканському штаті Baja California South , а також з травня по вересень на північно-східному узбережжі мексиканського штату Кінтана-Роо . Іноді їх супроводжують дрібні рибки, наприкладremora _ Нещодавно їх помітили в околицях острова Тенггол, розташованого на західному узбережжі півострова Малайзія , де також є кілька коралових рифів , які часто відвідують ці акули, наприклад острів Реданг або острів Капас.

## Відтворення
Китова акула в Мексиці .
Їх репродуктивні звички не дуже ясні. Спостереження за самкою в 1910 році , у якої в одному з яйцепроводів було 16 яєць, дозволило зробити помилковий висновок, що вони живородні .  У 1956 році на узбережжі Мексики було проведено дослідження яйця , і все вказувало на те, що це яйцекладні істоти , але в липні 1996 року на узбережжі Тайваню була виявлена самка , яка мала близько 300 яєць (найбільша кількість зареєстровано для всіх видів акул), що свідчить про те, що вони яйцеживородні .  Пташенята вилуплюються всередині матері, яка народжує їх живими. Новонароджені акули зазвичай мають довжину від 40 до 60 сантиметрів, але про них мало що відомо, оскільки молоді екземпляри рідко зустрічаються, а морфометричні дослідження не проводилися, а також не багато відомо про швидкість їх росту. Вважається, що вони досягають статевої зрілості приблизно в 30 років (9 м), і що вони живуть в середньому близько 100. 17

## Статус збереження
Це об’єкт кустарного промислу та рибної промисловості в кількох прибережних районах, де його іноді можна побачити. Популяція цього виду невідома, але МСОП вважає його зникаючим видом.  Будь-який вилов, продаж, імпорт і експорт китових акул для комерційних цілей будуть заборонені та каратимуться. На Філіппінах цей закон застосовується з 1998 року, а на Тайвані з травня 2007 року, у країні, де щорічно вбивають приблизно 100 екземплярів.

## У полоні
Китова акула в акваріумі Джорджії
Головною цікавинкою акваріума Кайюкан в Осаці, Японія, є китова акула, і станом на 2005 рік три екземпляри досліджуються в неволі в японському акваріумі Чураумі. Ще чотири таких акули містяться в океанаріумі Джорджії, розташованому в Атланті, двом самцям, на ім'я Тароко і Юшань, і двом самкам, на ім'я Еліс і Тріксі. У тому самому акваріумі Ральф і Нортон, два акули-самці, які утримувалися в неволі, померли 11 січня 2007 року та 13 червня 2007 року відповідно.  Додано двох самців, які зараз перебувають в акваріумі. 3 червня 2006 року, з метою вивчення розмноження цього виду в неволі, шість китових акул були привезені з Тайваню, де акули є багатим і цінним делікатесом завдяки текстурі та смаку їхнього м’яса.[джерело?]

## Міграція

#### Моделі міграції китових акул у Мексиці [ редагувати ]
Паралельно проводилися два дослідження, одне на північному заході країни, друге на південному сході. Було можливим перевірити, що вид не має усталених моделей міграційного процесу. Приблизно 20% молодих китових акул, які прибувають у Каліфорнійську затоку, розподіляються між затоками Лос-Анджелеса та Ла-Паса. Більшість з них долають від 2100 до 4900 кілометрів. Молоді екземпляри залишаються в Каліфорнійській затоці, можливо, щоб захиститися від хижаків і отримати їжу. Дорослі особини подорожують на південь, а вагітні самки залишають Каліфорнійську затоку.
У дев’ятирічному дослідженні, яке фінансувалося Національним географічним товариством у Морській лабораторії Моута, схеми міграції цього виду були нанесені на карту за допомогою супутника. Було помічено, що з травня по вересень у місті на північному сході півострова Юкатан збирається до 800 екземплярів у місці, багатому планктоном. Вони повертаються на те саме місце через шість років і навіть повертаються кілька років поспіль, щоб потім розподілитися по сусідніх областях.
Дванадцять основних місць спостереження розташовані між західною Австралією та Індонезією та Белізом, але їх не можна порівняти за кількістю з тим, що знаходиться в Карибському басейні. Наразі нічого не відомо про його активність у найхолоднішу половину року. 23